# Igor Luther
Pour les articles homonymes, voir Luther et Luther (homonymie).
Igor Luther, né le 5 août 1942 à Banská Bystrica (Tchécoslovaquie) et mort le 7 juin 2020 à Rijeka (Croatie), est un directeur de la photographie slovaque qui a principalement travaillé en Allemagne.

## Biographie
Igor Luther et formé à l'académie de cinéma de Prague et devient, à partir de 1967, chef opérateur. En 1968, il s'établit en République fédérale d'Allemagne. Très vite, il est l'un des principaux créateurs d'images du nouveau cinéma allemand.
Il travaille pour des réalisateurs tels que Michael Verhoeven, Ulrich Schamoni, Volker Schlöndorff, Douglas Wolfsperger et Andrzej Wajda. Luther remporte le Prix du cinéma allemand dans la catégorie Meilleure caméra en 1972 pour Eins et en 1977 pour Die Eroberung der Zitadelle et Le Coup de grâce. Il a participé à plus de 100 productions cinématographiques et télévisuelles.

## Filmographie partielle
- 1968 : Der Lügner (L'Homme qui ment)
- 1968 : Sommersprossen (de)
- 1969 : Köpfchen in das Wasser, Schwänzchen in die Höh'
- 1969 : Les Oiseaux, les Orphelins et les Fous (Vögel, Waisen, Narren, Vtackovia, siroty a blazni)
- 1970 : O.K.
- 1970 : Wer im Glashaus liebt … Der Graben
- 1971 : Eins
- 1971 : Suriyothai (สุริโยไท) de Chatrichalerm Yukol
- 1971 : Sparks in Neu-Grönland (de)
- 1972 : Pilatus und andere - Ein Film für Karfreitag
- 1973 : Chapeau Claque (de)
- 1973 : Sonja schafft die Wirklichkeit ab oder… ein unheimlich starker Abgang
- 1975 : MitGift (de)
- 1976 : Le Coup de grâce
- 1976 : Drei Wege zum See
- 1976 : Trafiquants d'esclaves
- 1977 : Die Eroberung der Zitadelle
- 1979 : Le Tambour
- 1978 : Zwischengleis (de)
- 1979 : Der Tote bin ich (de)
- 1980 : Das Traumhaus (de)
- 1980 : Der Kandidat
- 1981 : Le Faussaire
- 1981 : Berlin Tunnel 21
- 1981 : Fürchte dich nicht, Jakob! (de)
- 1983 : Danton
- 1982 : Krieg und Frieden
- 1982 : Parsifal
- 1983 : Un amour en Allemagne
- 1985 : Via Mala
- 1986 : Abschiedsvorstellung (de)
- 1987 : Der Joker (de)
- 1990 : La Servante écarlate
- 1990 : Le Ciel sous les pierres (de)
- 1992 : Michael Nymans Songbook
- 1992 : Inge, April und Mai (de)
- 1993 : Das Ei ist eine geschissene Gottesgabe
- 1993 : Trip nach Tunis
- 1994 : Nacht der Frauen
- 1994 : Tot auf Halde
- 1995 : Drei in fremden Betten
- 1996 : Tod im kalten Morgenlicht (de)
- 1997 : Portrait eines Richters
- 1998 : Requiem für eine romantische Frau (cy)
- 1999 : Der Kardinal – Der Preis der Liebe
- 2001 : Stern der Liebe
- 2001 : Suriyothai – Die Kriegsprinzessin
- 2002 : Ich habe es nicht gewollt – Anatomie eines Mordfalls
- 2004 : Die Blutritter (de)
- 2005 : War'n Sie schon mal in mich verliebt? (de)
- 2006 : Der lange Weg ans Licht (de)
- 2007 : Frei: gespielt – Mehmet Scholl: Über das Spiel hinaus
- 2011 : L'Infiltré (téléfilm)
- 2014 : Wiedersehen mit Brundibar (de)